# Chiesa Anglicana della Holy Cross

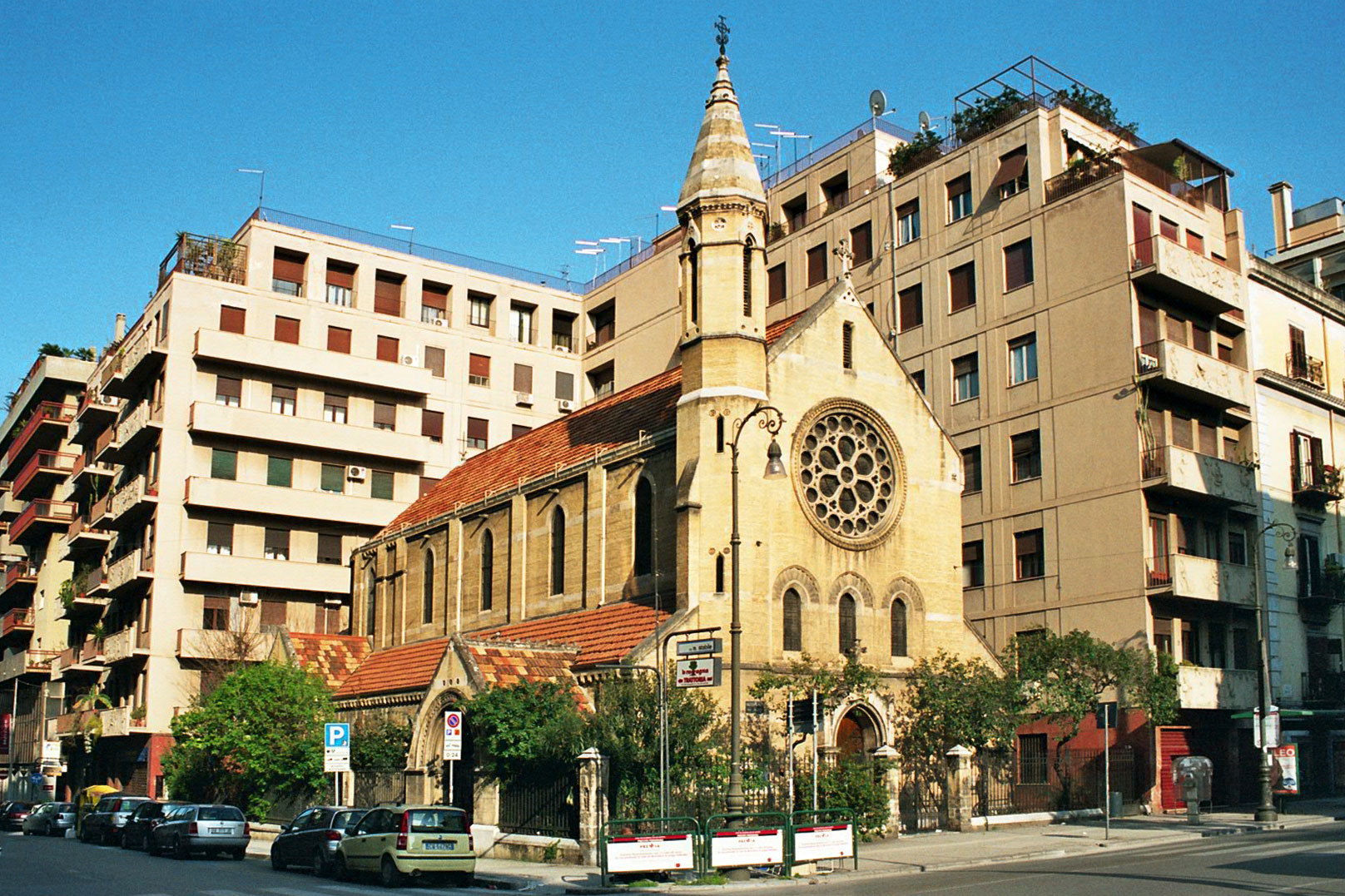
Chiesa Anglicana della Holy Cross

Chiesa Anglicana della Holy Cross ist ein Kirchengebäude der Neugotik in Palermo.

## Baugeschichte

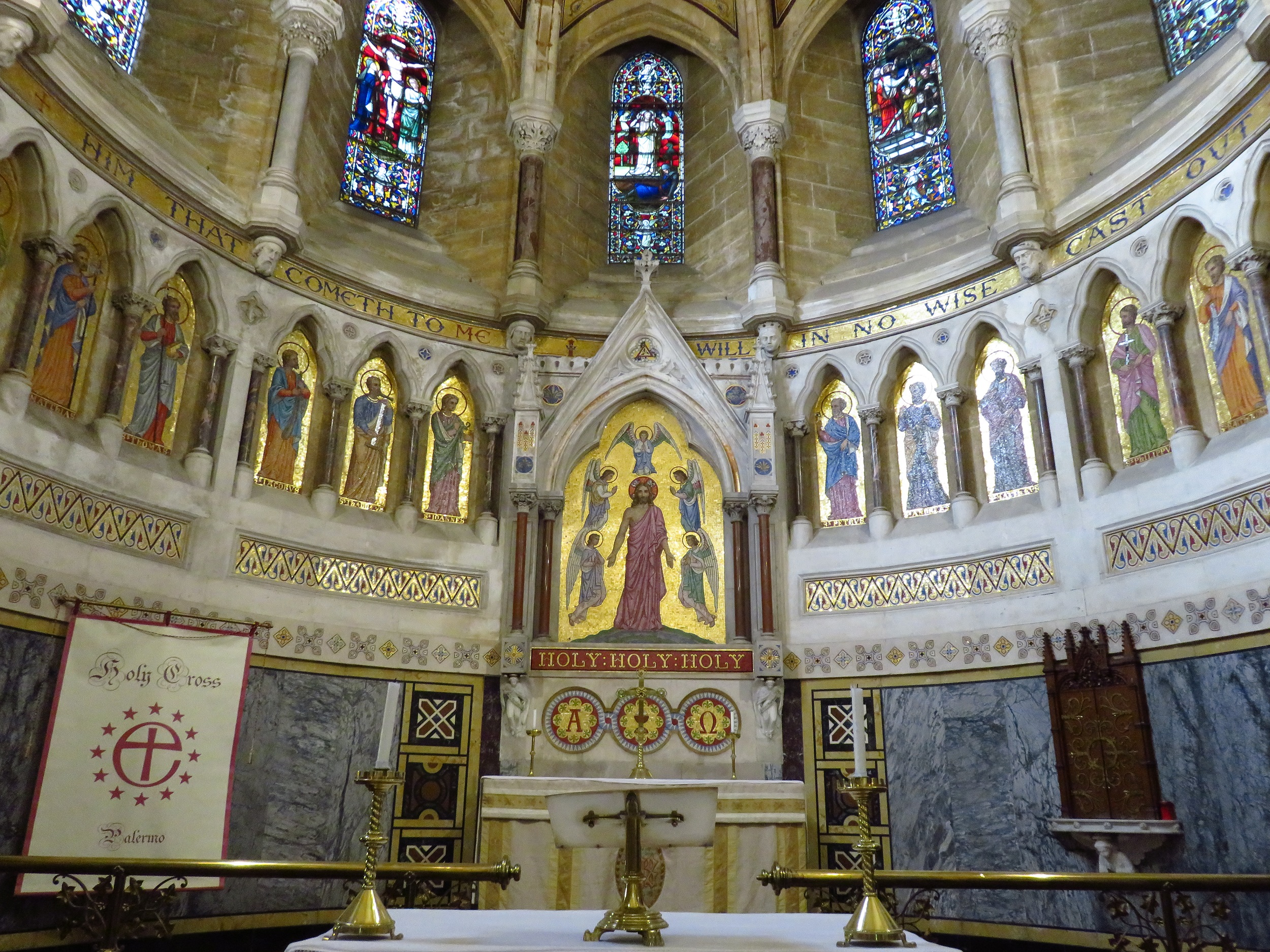
Apsis

Im frühen 19. Jahrhundert unterstand Sizilien für kurze Zeit dem britischen Protektorat. Da kein passendes Kirchengebäude zur Verfügung stand, besuchten die in Palermo ansässigen britischen Händler und Seeleute für ihre Gottesdienste die Kapelle der Botschaft ihres Landes. Nach 1840 feierte man den Gottesdienst im großen Salon des Palazzo Lampedusa, dem Sitz des britischen Konsuls John Goodwin. Mit dem Umzug des Konsuls in den Palazzo Campofranco verlagerte sich der Gottesdienst dorthin. Um 1870 reifte der Wunsch, ein eigenes Gotteshauses der Kirche von England in Palermo zu bauen.
Die in Palermo ansässigen Briten Joseph Whitaker und Benjamin Ingham stifteten 1871 Grund und eigenes Vermögen für den Bau. Am 19. Dezember 1875 wurde er der Gemeinde übergeben. Auch in den folgenden Jahren übernahm die Familie Whitaker die Schirmherrschaft über die Kirche.  Nach dem Tod des letzten Whitaker wurde das Gotteshaus 1962 der Diözese Gibraltar übergeben. Auch heute noch dient sie der anglikanischen Gemeinde als Gotteshaus und ist gleichzeitig Gedenkstätte  der Stifterfamilien Whitaker und Ingham. Sie gehört zur Diözese in Europa der Church of England.

## Baubeschreibung

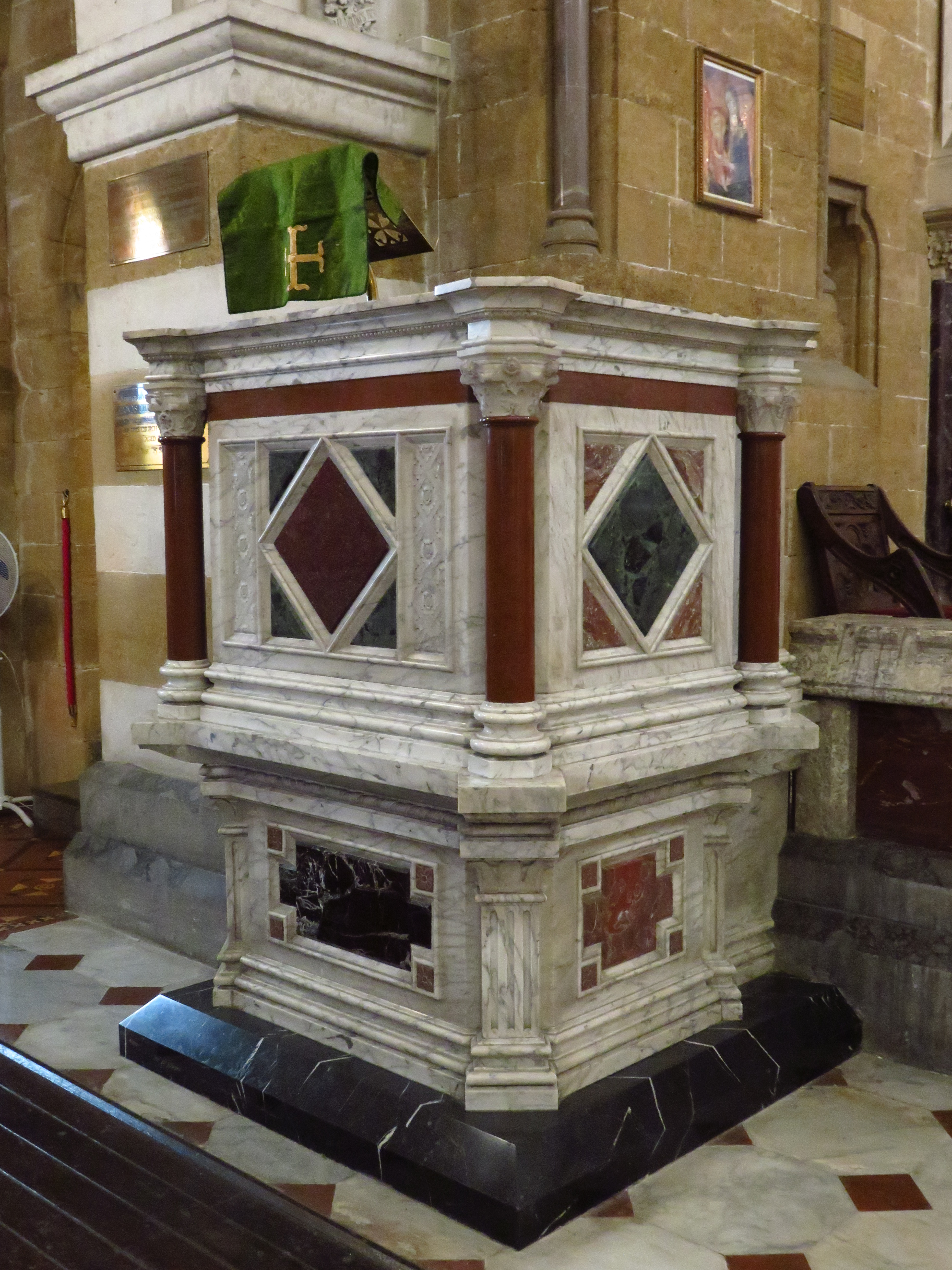
Kanzel von Benedetto Civiletti

Die an der Kreuzung Via Roma / Via Mariano Stabile gelegene, typisch neugotische Kirche wurde nach einem Entwurf des Londoner Architekten William Barber 1872 unter der Leitung von Colonel Henry Yule begonnen und 1875 vollendet. 
Während der Grundriss  des Gotteshauses romanische Vorbilder aufweist, orientieren sich Wandaufbau, Rose, Fenster und Turm an gotischen, und die Ausstattung an byzantinischen sowie normannischen Vorbildern. Für Boden und Wände wurde Marmor aus Palermo, Carrara, Devonshire, Cornwall und Derbyshire verwandt.  
Die Glasmalereien der Fenster nach Entwürfen von Lavers, Barraud & Westlake wurden von Cox & Sons in London umgesetzt. Die drei Westfenster symbolisieren die Gottesmutter, Maria Magdalena und Johannes. Die Rose zeigt die Anbetung des Lammes mit zwei Engeln.
Der englische Architekt Francis Cranmer Penrose entwarf das Bildprogramm für die Apsismosaike, das von der Glasmanufaktur Salviati Venezia auf Murano umgesetzt wurde.  
Das Bildprogramm entwickelt sich um den auferstandenen Christus, der von Engeln umgeben wie ein Retabel die Mitte der Apsis einnimmt. Zu seinen Seiten stehen in byzantinischer Art die 12 Apostel, die von Petrus und Paulus angeführt werden. 
Die Wappen hinter dem Altar repräsentieren Sizilien (durch die Iris) und drei der vier Landesteile des damaligen Vereinigten Königreichs Großbritannien und Irland, nämlich England (durch die Rose), Schottland (durch die Distel) und Irland (durch das Kleeblatt). Es fehlt der rote Drache (walisisch: Y Dreigiau Coch) als Symbol für Wales als vierter Landesteil.
Die Glasfenster zeigen Kreuzigung, Auferstehung, Himmelfahrt und Pfingstwunder.
Im Gewölbe der Apsis sind die vier Evangelisten und die Kirchenväter Ambrosius, Hieronymus, Augustinus und Gregor dargestellt. Die Marmorköpfe unterhalb der Gewölbesäulen stellen die wichtigsten englischen Kirchenreformer  Augustinus von Canterbury, John Wycliffe, Thomas Cranmer, Eduard VI., Lord Burghley und Elisabeth I. dar. 
In der Kirche befindet sich ein von General George S. Patton übergebenes Mahnmal für die gefallenen Soldaten des Zweiten Weltkriegs.
Die Orgel stammt aus der Londoner Orgelwerkstatt Walker’s.